# Karl Reinhardt (mathématicien)
Pour les articles homonymes, voir Karl Reinhardt et Reinhardt.
Karl August Reinhardt, né en janvier 1895 et mort en avril 1941, est un mathématicien allemand dont les recherches concernaient la géométrie, notamment les polygones et les pavages. Il a résolu l'une des parties du dix-huitième problème de Hilbert et a donné son nom aux polygones de Reinhardt (en).

## Biographie
Reinhardt est né le 27 janvier 1895 à Francfort, descendant d'une famille agricole. L'un de ses amis d'enfance était le mathématicien Wilhelm Süss. Il devient étudiant à l'université de Marbourg en 1913 avant que ses études ne soient interrompues par la Première Guerre mondiale. En plus d'être soldat, il est professeur de lycée et assistant du mathématicien David Hilbert à l'université de Göttingen,.
Reinhardt termine son doctorat à l'université Goethe de Francfort en 1918. Sa thèse, Über die Zerlegung der Ebene in Polygone, traite des pavages du plan et est dirigée par Ludwig Bieberbach,. Il commence à travailler comme professeur d'école secondaire tout en préparant son habilitation universitaire auprès de Bieberbach, qu'il termine en 1921. Intitulée Über Abbildungen durch analytische Funktionen zweier Veränderlicher, elle a pour sujet l'analyse fonctionnelle,.
Bieberbach s'installe à Berlin en 1921, prenant Süss comme assistant. En 1924, Reinhardt rejoint l'université de Greifswald en tant que professeur extraordinaire, sous la direction de Johann Radon ; cela lui donne un revenu suffisant pour subvenir à ses besoins sans deuxième emploi et lui permet de consacrer plus de temps pour ses recherches. Il devient professeur à Greifswald en 1928,.
Il demeure à Greifswald pour le reste de sa carrière. Cependant, malgré sa position désormais confortable, sa santé se dégrade et il meurt à Berlin le 27 avril 1941, âgé de 46 ans,.

## Contributions
Dans sa thèse de doctorat, Reinhardt découvre les cinq pavages pentagonaux transitifs. Dans un article de 1922, Extremale Polygone gegebenen Durchmessers, il résout le problème dit du plus grand petit polygone et met au point le concept polygones de Reinhardt (en), des polygones équilatéraux inscrits dans les polygones de Reuleaux qui résolvent plusieurs problèmes d'optimisation connexes,.
Il s'intéresse longtemps au dix-huitième problème de Hilbert, intérêt partagé avec Bieberbach, qui en 1911 avait résolu une partie du problème. Une deuxième partie du problème requiert un pavage de l'espace euclidien par une tuile qui n'est le domaine fondamental d'aucun groupe. Dans un article de 1928, Zur Zerlegung der euklidischen Räume in kongeuente Polytope  Reinhardt résout cette partie en trouvant un exemple d'un tel pavage. Dans un développement ultérieur, Heinrich Heesch démontre en 1935 que les pavages possédant cette propriété existent même dans le plan euclidien à deux dimensions.
Une autre de ses publications, Über die dichteste gitterförmige Lagerung kongruenter Bereiche in der Ebene und eine besondere Art konvexer Kurven de 1934, construit l'octogone lissé (en) et conjecture que, parmi toutes les formes convexes à symétrie centrale du plan, c'est celle avec la compacité maximale la plus basse.
Reinhardt publie également un manuel, Methodische Einfuhrung in die Hohere Mathematik (1934). Il y présente le calcul infinitésimal dans un format inversé par rapport à la présentation classique, avec des aires sous les courbes (intégrales) plutôt que les pentes des courbes (dérivées). Il juge en effet que le matériel serait plus facile à apprendre dans cet ordre.